# Mellby distrikt, Småland
Mellby distrikt är ett distrikt i Eksjö kommun och Jönköpings län. 
Distriktet ligger i södra delen av kommunen. 

## Tidigare administrativ tillhörighet
Distriktet inrättades 2016 och utgörs av socknen Mellby i Eksjö kommun.
Området motsvarar den omfattning Mellby församling hade vid årsskiftet 1999/2000.